# De re publica

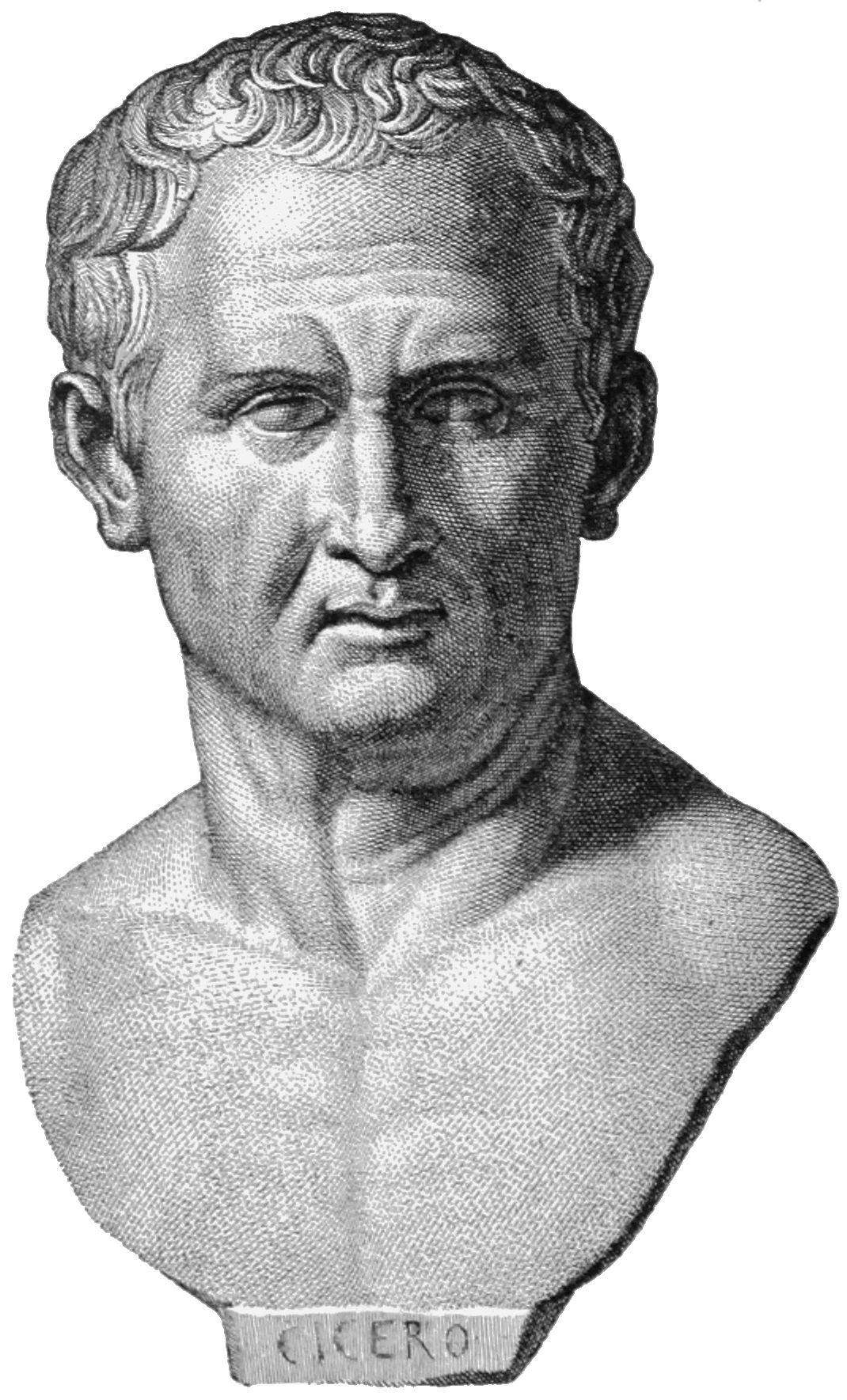
Cicero

De re publica (De Staat, 54 tot 51 v.Chr.) is een dialoog over Romeinse politiek door Cicero, geschreven in zes boeken tussen 54 en 51 voor Christus. Het werk is geschreven in de vorm van een Socratische dialoog waarin Scipio Africanus Minor (die een aantal decennia voor de geboorte van Cicero stierf) als een wijze, oude man speelt: een verplicht onderdeel van het genre. Cicero's verhandeling was politiek gezien controversieel: door voor de vorm van een filosofische dialoog te kiezen, hoefde Cicero zijn politieke tegenstanders niet bij naam te noemen. Cicero wendde verschillende sprekers aan om uiteenlopende meningen te uiten met de bedoeling om het moeilijk te maken voor diezelfde tegenstanders om hem direct aan te vallen op wat hij geschreven had.

## Setting en personages

### Setting
De dialoog speelt zich af op het landgoed van Scipio gedurende drie dagen. Elke dag wordt beschreven in twee boeken, met een introductie door Cicero zelf voorafgaand aan de dialoog van elk boek. Een groot deel van het laatste (zesde) boek bestaat uit de beschrijving van een droom van Scipio: deze passage staat bekend als Somnium Scipionis, of Scipio's droom.

### Personages
Op alfabetische volgorde:
- Aelius Tubero, Q.: Scipio's neef, volkstribuun in 129 v.Chr. Jurist, toegewijd aan het stoïcisme.
- Cornelius Scipio Aemilianus Africanus minor, P., 195–129 v.Chr.: Beroemde militaire en politieke leider van 149 tot 129 v.Chr. Veroverde en vernietigde Carthago in 146. Herstelde de orde na de moord op Tiberius Sempronius Gracchus in 133 en bemiddelde tussen de politieke facties. Stierf plotseling en op geheimzinnige wijze in 129 v.Chr.
- Fannius, C.: Consul in 122 v.Chr. Aanhanger van het stoïcisme, historicus en redenaar. Schoonzoon van Laelius.
- Furius Philus, L.: Consul in 136 v.Chr. en redenaar.
- Laelius, C.: Goede vriend en compagnon van Scipio, consul in 140 v.Chr. en bevorderaar van de studie van literatuur en filosofie.
- Manilius, M.: Consul in 149 v.Chr. Historicus en jurist.
- Mucius Scaevola, Q: Jurist en beschermheer van de jonge Cicero.
- Mummius, Sp.: Satiricus en felle verdediger van de belangen van de optimaten. Broer van Lucius Mummius.
- Rutilius Rufus, P.: Politicus die bewonderd wordt om zijn eerlijkheid, toegewijd aan het stoïcisme.

## De titel van de dialoog
Waar de Latijnse versie van de titel van dit werk reeds in twee versies gegeven is (De re publica en De Republica), kent, afhankelijk van de bron, de vertaling zelfs nog meer varianten. Aangezien de uitdrukking res publica (waar de titel van afgeleid is) met de tijd veranderd is, en aangezien in verschillende landen een vergelijkbare uitdrukking bestaat (republiek) met verschillende connotaties, is er geen consensus over de interpretatie van de connotaties die verstaan gegeven worden door deze uitdrukking.